# منى الهواري
منى الهواري (مواليد 3 نوفمبر 1962) هي لاعبة رماية مصرية، مثّلت مصر في دورتي بكين 2008 ولندن 2012.

## المشاركة الأولمبية

### بكين 2008
| الرياضِيَّة    | الحدث | التصفيات | التصفيات | النهائي  | النهائي  |
| الرياضِيَّة    | الحدث | النقاط   | الترتيب  | النقاط   | الترتيب  |
| ----------- | ----- | -------- | -------- | -------- | -------- |
| منى الهواري | سكيت  | 50       | 19       | لم تتأهل | لم تتأهل |

### لندن 2012
| الرياضيّة    | الحدث | التصفيات | التصفيات | النهائي  | النهائي  |
| الرياضيّة    | الحدث | النقاط   | الترتيب  | النقاط   | الترتيب  |
| ----------- | ----- | -------- | -------- | -------- | -------- |
| منى الهواري | سكيت  | 51       | 17       | لم تتأهل | لم تتأهل |

## روابط خارجية
- منى الهواري على موقع أوليمبيديا (الإنجليزية)